# Walter Morawe
Walter Morawe (* 30. März 1929 in Reesewitz) ist ein deutscher Bergmann und früherer Volkskammerabgeordneter für den Freien Deutschen Gewerkschaftsbund (FDGB).

## Leben
Morawe stammt aus der preußischen Provinz Niederschlesien und ist der Sohn eines Arbeiters. Nach dem Besuch der Volksschule war er als Bergmann tätig. Er arbeitete als Hauer im VEB Steinkohlenbergwerk Oelsnitz/Erzgeb. und wohnte gleichzeitig auch in diesem Ort im sächsischen Erzgebirge. Von 1955 bis 1958 leistete er seinen Wehrdienst in der Nationalen Volksarmee.

## Politik
Morawe trat 1946 in den FDGB ein. 1953 wurde er Mitglied der SED. 1961 wurde er für die SED zum Stadtverordneten in Oelsnitz/Erzgeb. gewählt. Gleichzeitig wurde er Mitglied der Ständigen Kommission Ordnung und Sicherheit. Daneben war er Parteigruppenorganisator. In der Wahlperiode von 1963 bis 1967 war er Mitglied der FDGB-Fraktion in der Volkskammer der DDR.

## Auszeichnungen
- Mitglied einer Brigade der sozialistischen Arbeit
- Held der Arbeit
- siebenfacher Aktivist der sozialistischen Arbeit